# Veenterp

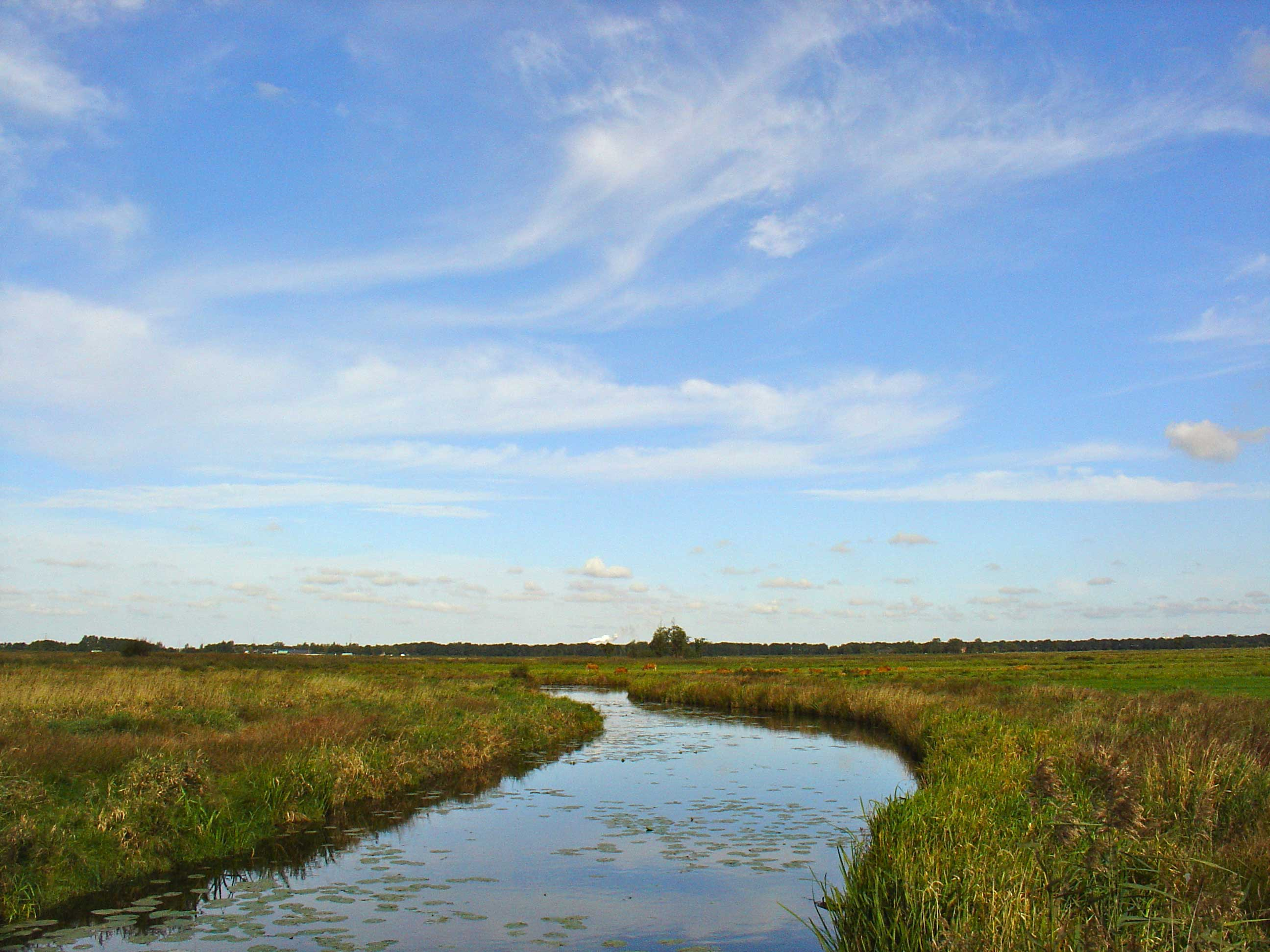
Het gebied van de Peizer en Eeldermaden

Een veenterp kan worden gezien als een primitieve vorm van een terp.
Veenterpen komen op enkele plaatsen voor. Naast Friesland zijn er drie clusters van in totaal 200 veenterpen in de Peizer- en Eeldermaden en de nabijgelegen gebieden Matsloot en Neerwolde. In laatstgenoemde gebied ligt tegenwoordig het Paterswoldsemeer en de Hoornse plas.
Zonder voorkennis zijn veenterpen nauwelijks als zodanig in het landschap herkenbaar omdat ze in de loop van de tijd in de omringende landerijen zijn weggezakt. Ze zijn voor kenners echter duidelijk te herkennen aan de afwijkende begroeiing.

## Peizermade
De veenterpen in de Peizermaden zijn een wettelijk beschermd archeologisch monument. Ze werden gekozen als voorbeeld voor twaalfde tot veertiende-eeuwse veenterpen, omdat ze in een cluster bij elkaar liggen en nauwelijks aangetast zijn door de verkaveling van dit gebied.
De structuren worden door verschillende factoren bedreigd: naast vertrapping door het vee dreigt uitdroging en erosie en het feit dat het gebied is aangewezen als waterberging.

## Onderzoek
De veenterpen in de Peizermaden werden in 1930 voor het eerst onderworpen aan een onderzoek toen professor Van Giffen er opgravingen verrichtte. In 1975 werden zes terpen in Neerwolde onderzocht. In 1993 vond een uitvoerige inventarisatie plaats. In 2004 werd bij de aanleg van de nieuwe wijk Ter Borch een proefsleuf gegraven door een veenterp. In 2006 werd door een groep studenten nogmaals een uitvoerige inventarisatie uitgevoerd van de veenterpen in de Peizermaden.
Door al deze verschillende onderzoeken is veel kennis vergaard over structuur van en bebouwing op de veenterpen. De meest intrigerende vraag werd echter niet beantwoord: waarom gingen mensen in het veen wonen, zonder transportwegen of beschutting door bomen, met de dichtstbijzijnde bewoning op een uur gaans?

### Bewoning
In 1930 vond prof Van Giffen vooral kogelpotten en aardewerk afkomstig uit Pingsdorf in Duitsland, verder huttenleem, brandresten en grondsporen. De veenterpen in Neerwolde staken 80 tot 100 cm boven het maaiveld uit. Ze waren opgeworpen met grond die beschikbaar kwam door een omringende sloot te graven. De huizen, met een afmeting van 8 bij 15 tot 18 meter, hadden een haardplaats van leem en mogelijk een scheidingsmuur van vlechtwerk. Er was een vloer aangelegd van klei, gevonden in diepere bodemlagen, met as bestrooid ter versteviging. De buitenwand bestond uit opgestapelde gedroogde veenblokken (turf) en had een wanddikte van 1,20 tot 1,50 m waardoor het binnenvlak ongeveer 5 bij 10 meter bedroeg. Er zijn paalgaten gevonden die wijzen op een stevige dakconstructie. Het dak was waarschijnlijk met riet dat in de omgeving voorhanden was gedekt. Op het erf, dat een diameter van 20 tot 40 meter had, waren waterputten aangelegd. De ondiepe putten, die niet dieper reikten dan tot de veenlaag, konden alleen zilt water opleveren, de diepere putten die tot in de zandlaag reikten leverden goed drinkwater. De putranden waren zorgvuldig met klei afgedicht en verstevigd.
De vondst van grote kogelpotten die 100 liter of meer konden bergen en andere specifieke soorten aardewerk zoals stampers, steelpannen, filtertuiten en komforen leidde tot de suggestie dat dit alles was gebruikt voor het brouwen van bier. Het gruithuis van Yde, waar het toen belangrijke brouwbestanddeel gruit gehaald moest worden, was dichtbij. Groningen was als afzetplaats niet ver weg, vervoer van het bier kon over water plaatshebben.
Bij het onderzoek van 2006 werd vastgesteld dat op alle nu nog aanwezige veenterpen een huis heeft gestaan. De bebouwing is gedateerd tussen de elfde tot dertiende eeuw. De aanwezigheid van meerdere vloerniveaus wijst er op dat de huizen langere tijd bewoond zijn geweest. Er werden botresten gevonden van rund, geit en schaap. In de huizen zijn geen mestresten gevonden, wat er op wijst dat de ruimte niet werd gebruikt voor winterstalling van het vee en de omgeving mogelijk alleen werd gebruikt als zomerweiding. Aanwezigheid van mosveen wijst op een zeer nat landschap met nog enigszins zilt water. Het nabijgelegen Leekstermeer kende toentertijd nog invloed van eb en vloed.

### Klimaat
Klimatologisch onderzoek heeft uitgewezen dat er ongeveer tussen de jaren 1000 en 1300 kan worden gesproken over een zogenoemd middeleeuws klimaatoptimum, een fase met minder neerslag en hogere temperaturen. In deze tijd was er waarschijnlijk rijke kruidengroei op redelijk vruchtbare grond in de Peizermaden aanwezig. In dezelfde tijd werd het zuiden van Groenland gekolonialiseerd door de Vikingen en groeiden wijnranken in Engeland en perziken in Vlaanderen.
Daarna werd het weer kouder en natter; vanaf 1315 regende het gedurende tien jaar in grote delen van West-Europa bijna onophoudelijk, waardoor overstromingen ontstonden en oogsten mislukten.
Gevonden breuken in de veenlagen in de Peizermaden rondom de veenterpen wijzen op een flinke verhoging van de waterstand. Het veen ging drijven op het water en brak af aan de rand. Hierdoor werden de veenterpen waarschijnlijk onbewoonbaar en ontoegankelijk.